# Provincia di Narathiwat
La provincia di Narathiwat  si trova in Thailandia, nella regione della Thailandia del Sud. Si estende per 4.475 km², ha 662.350 abitanti ed il capoluogo è il distretto di Mueang Narathiwat, nel cui territorio vi è la città omonima. La città più popolosa della provincia è Su-Ngai Kolok
È una delle tre provincie della Thailandia a maggioranza musulmana.

## Suddivisioni amministrative
La provincia di Narathiwat è suddivisa in 13 distretti (amphoe), che sono a loro volta suddivisi in 77 sottodistretti (tambon) e 551 villaggi (muban).
| Mappa | Numero            | Nome        | Thai |
| ----- | ----------------- | ----------- | ---- |
|       |                   |             |      |
| 1     | Mueang Narathiwat | เมืองนราธิวาส |      |
| 2     | Tak Bai           | ตากใบ       |      |
| 3     | Bacho             | บาเจาะ      |      |
| 4     | Yi-ngo            | ยี่งอ         |      |
| 5     | Ra-ngae           | ระแงะ       |      |
| 6     | Rueso             | รือเสาะ      |      |
| 7     | Si Sakhon         | ศรีสาคร      |      |
| 8     | Waeng             | แว้ง         |      |
| 9     | Sukhirin          | สุคิริน        |      |
| 10    | Su-ngai Kolok     | สุไหงโก-ลก   |      |
| 11    | Su-ngai Padi      | สุไหงปาดี     |      |
| 12    | Chanae            | จะแนะ       |      |
| 13    | Cho-airong        | เจาะไอร้อง   |      |